# ARTSVISION
株式會社ARTSVISION（日語：株式会社アーツビジョン）是總部日本東京都澀谷區代代木的聲優經紀公司。常簡寫成「ARTS（アーツ）」。

## 概要
1984年6月1日，由東京俳優生活協同組合（簡稱俳協）的經理松田實創立，並就任ARTSVISION的首任社長。
ARTSVISION成立之後，其名稱是由ARTS（＝藝術）的VISION（＝展望）所組成――並以透過「用藝術可以傳達迎向未來的公司」作為創業的理念。
ARTSVISION一直以培育偶像聲優馳名。以林原惠為最知名的代表，並再第三次聲優熱潮時期培育出三石琴乃、椎名碧流、橫山智佐、白鳥由里、天野由梨等多名高人氣的偶像聲優。
1997年，ARTSVISION設立子公司I'm Enterprise以分擔其業務。
2010年6月1日起，I'm Enterprise社長江崎加子男接任ARTSVISION代表董事會長，小黑淳接任代表董事社長。

## ARTSVISION緋聞事件
2006年12月，創辦人松田實就任行政總裁職期間，涉嫌猥褻一位志願當聲優的16歲少女。次年2007年4月4日，松田被東京都警方拘捕協助調查，其後因為糖尿病的關係而保釋外出。同年5月28日，警方決定就上述事件起訴松田，翌日登上新聞，令此事件正式曝光。犯案當時，松田表示這位志願當聲優的少女面容覺得可愛，但是後來這位少女的並未通過徵選。到了2007年5月30日，他辭去ARTSVISION（包括子公司I'm Enterprise社長等等）社長的職位，而最終判決的結果是獲不起訴處分。
從此之後，ARTSVISION社長的職位由Production baobab前社長町田泉接任。並將松田與所屬聲優的關係劃清界線，同時官方網站也將跟松田相關的事情全都刪除。

## 所屬聲優

### 男性
| 行 - 朝倉榮介 - 東龍一 - 伊井篤史 - 伊勢文秀 - 井上悟 - 井之上潤 - 岩崎了 - 梅原裕一郎 - 遠藤淳 - 大久保利洋 - 大西弘祐 - 大西健晴 - 岡和男 - 押田浩幸 - 小田久史 行 - 各務立基 - 兼政郁人 - 北島淳司 - 金洸玄 - 國分和人 - 小宮逸人 | 行 - 西前忠久 - 佐伯匠 - 笹田貴之 - 笹沼堯羅 - 佐藤晴男 - 澤木郁也 - 志賀克也 - 清水俊彥 - 住谷哲榮 行 - 高木涉 - 高階俊嗣 - 高梨謙吾 - 竹內榮治 - 武內健 - 武田幸史 - 谷口淳志 - 田村健亮 - 千葉一伸 - 土屋利秀 - 飛田展男 - 戶部公爾 - 鳥海浩輔 | 行 - 長嶝高士 - 中一成 - 永野由祐 - 中村伸一 - 西陽一 - 西村知道 - 野中秀哲 行 - 萩道彥 - 筈見純 - 長谷部浩一 - 濱田洋平 - 濱野大輝 - 林大地 - 原田正夫 - 檜山修之 - 廣瀨裕也 - 福島潤 - 保志總一朗 - 星野充昭 - 細井治 | 行 - 前野智昭 - 松田健一郎 - 松元由樹 - 幹本雄之 - 宮永惠太 - 明神碧人 - 村雨龍人 - 望月健一 - 安田陸矢 - 山口登 - 山下大輝 - 八幡諒 - 吉岡琳吾 行 - 渡邊拓海 |

### 女性
| 行 - 相田沙耶香 - 淺倉杏美 - 天野由梨 - 有馬瑞香 - 石井由香里 - 石塚沙賴 - 一色繭 - 乾夏寧 - 今泉里緒菜 - 植原美幸 - 太田五葵 - 大西望 - 岡田佐知惠 - 丘野綾子 - 岡本嘉子 行 - 籠瀨千惠子 - 加納千秋 - 狩野茉莉 - 河瀨茉希 - 木野智香 - 久保田光 - 小池亞希子 - 小池泉 - 小泉瀨奈 - 河本明子 | 行 - 原望 - 本千夏 - 櫻木夕 - 櫻庭有紗 - 佐野尚美 - 篠原明美 - 志乃宮風子 - 下田麻美 - 翔香 - 菅原祥子 - 鈴木黎子 - 鈴代紗弓 - 須藤沙織 - 須部和佳奈 - 諏訪彩花 - 高橋香織 - （舊藝名：高橋沙織） - 高橋惠留 - 鷹森淑乃 - 瀧本富士子 - 田每夏實 - 橘光 - 立花日菜 - 谷口夢奈 - 珠宮夕貴 - 田村聖子 - 近村望實 - 津津見沙月 - 手塚千春 | 行 - 中田沙奈枝 - 中村繪里子 - 中村公子 - 楢橋美紀 - 鳴瀨麻美 - 新田日和 - 沼倉愛美 - 野口瑠璃子 行 - 羽飼麻里 - 橋本結 - 長谷川明子 - 畑中萬里江 - 花清美 - 羽村京子 - 早瀨雪未 - 早水理沙 - 原由實 - 春花蘭 - 春野杏 - 半場友惠 - 引田有美 - 疋田涼子 - 一杉佳澄 - 廣瀨世華 - 藤井美波 - 藤田彩 - 藤田 - 藤田曜子 - 藤原夏海 | 行 - 牧野天音 - 又吉愛 - 松久保維穗 - 松下美由紀 - 松田颯水 - 松田丸田麻里 - 丸田麻里 - 三浦雅子 - 水落幸子 - 水橋香織 - 武藤志織 - 芽衣 - 森夏姬 - 門田幸子 行 - 山崎遙 - 山下亞矢香 - 行成桃姬 - 吉住梢 - 吉田麻實 - 米丸步 - 依田菜津 行 - Lynn |

## 過往所屬聲優

### 男性
| 行 - 青木強（現所屬：Aksent） - 有澤俊浩（現所屬：Aksent） - 飯田浩志（引退） - 石塚堅（自由職業） - 石森達幸（在籍中死去） - 市川治（轉身成自由身之後死去） - 岩永哲哉（自由職業） - 植木亨（現所屬：ATELIER PEACH） - 上田祐司（現所屬：PomaRancz） - 梅津秀行（現所屬：81 Produce） - 岡崎雅紘（現所屬：POWER RISE） - 織田圭祐 行 - 雞內一也 - 梶裕貴（現所屬：VIMS） - 片桐健太 - 勝田久（在籍中死去） - 河合義雄 - 清田和彥（自由職業，劇團俱樂部團員） - 桑原敬一（現所屬：Production Ace） - 小池謙一 行 - 佐佐木望（現所屬：Inspire、Dana Works（页面存档备份，存于）（業務提攜）） - 島香裕（現所屬：Production★A組） - 下和田裕貴（現所屬：Office PAC） - 鈴木勝美（現所屬：81 Produce） - 鈴木千尋（自由職業，Office Monorisu業務提攜） - 鈴村健一（現所屬：INTENTION代表） - 關通利（現所屬：ATELIER PEACH） | 行 - 大河望（自由職業） - 高杉義充 - 高橋大輔（現所屬：Production-tanc） - 竹內良太（現所屬：青二Production） - 龍田直樹（現所屬：青二Production） - 中一忠（現所屬：B-Box） - 德丸完（在籍中死去） 行 - 中川慶一（現所屬：Aksent） - 中原茂（現所屬：Local Dream Produciton（页面存档备份，存于）） - 西健亮（現所屬：Aksent） - 西原K太（自由職業） - 根本嘉也（成立劇團近代座之後於在籍中死去） - 野本禮三（引退後死去） 行 - 橋本晃一（自由職業，Office海風（業務委託）） - 平田康之（現所屬：Joint Office） - 二又一成（現所屬：東京俳優生活協同組合） 行 - 丸山詠二（在籍中死去） - 丸山純路（現所屬：Production baobab） - 水鳥鐵夫（在籍中死去） - 宮田浩德（現所屬：Best Position） - 森川智之（現所屬：AXL ONE代表） 行 - 藤原泰浩（現藝名：泰浩（ヤスヒロ），現所屬：Kenyu Office） - 山口健（成立OYS Produce之後於在籍中死去） - 山田義晴（現所屬：株式會社WONDER CREW（页面存档备份，存于）） - 山野井仁（現所屬：懸樋Production） - 吉本泰洋 - 吉田智則（自由職業） |

### 女性
| 行 - 相內沙英 - 荒木香衣（自由職業） - 淺川悠（自由職業） - 淺野真澄（現所屬：青二Production） - 安藤亞里沙（移籍81 Produce之後引退） - 伊藤美紀（現所屬：大澤事務所） - 豬瀨明子 - 今井麻美（現所屬：EARLY WING） - 上田茜 - 植田佳奈（現所屬：I'm Enterprise） - 內山夕實（現所屬：大澤事務所） - 宇乃音亞季 - 及川瞳（現所屬：Aslead Company） - 大竹裕子（自由職業） - 大塚里（現所屬：Production Ace） - 岡本麻彌（現所屬：Dana Works） - 奧真紀子 行 - 加藤雅美 - 川村萬梨阿（自由職業） - 菊池志穗（現所屬：remax） - 稀代櫻子（現所屬：賢Production） - 木藤聰子（在籍中死去） - 栗山桃實 - 倉田雅世（現所屬：81 Produce） - 桑谷夏子（現所屬：I'm Enterprise） - 小島悠理（自由職業） - 小菅真美（現所屬：Production Ace） - 小西寬子（現所屬：Dimensionfree Limited／Office Squirrel，現在只進行音樂活動） - 小林由美子（自由職業） 行 - 原由依（現所屬：LOVE×TRAX Office） - 佐久間紅美（現所屬：Amuleto） - 笹井千惠子（現所屬：Kenyu Office） - （自由職業，Kotori Voice（業務提攜）） - 本優子（現所屬：aptepro） - 椎名碧流（現所屬：VOICE KIT） - 篠原惠美（現所屬：81 Produce） - 島村香織 - 白河真由（引退） - 白鳥由里（現所屬：81 Produce） - 進藤心 - 神宮司彌生（在籍中死去） - 菅谷政子（在籍中死去） - 白城奈央（現所屬：RD） 行 - 高木早苗（現所屬：青二Production） - 高木禮子（現所屬：Sigma Seven） - 高橋智秋（自由職業） - 竹內裕美（現所屬：Office T-PRO） - 田中涼子（自由職業） - 田野惠（現所屬：東京俳優生活協同組合） - 田村由香里（現所屬：Amuleto） - 千千松幸子（現所屬：81 Produce） - 千葉千惠巳（現所屬：Office海風） - 津野田成美（現所屬：Honey Rush） - 東條加那子（現所屬：AXL ONE） - 東山奈央（現所屬：INTENTION） - 德永愛（自由職業） - 富坂晶 - 友近惠子 | 行 - 中島沙樹（現所屬：東京俳優生活協同組合） - 中島麻實 - 中原新 - 中村紀子子（在籍中死去） - 永堀美穗（現所屬：OFFICE WATT） - 根谷美智子（自由職業） 行 - 長谷優里奈（目前事業休止） - 服部加奈子（引退） - 花形惠子（移籍81 Produce之後於在籍中死去） - 日比野朱里（引退） - 林原惠（現所屬：Woodpark Office） - 原榮里子（自由職業） - 原田香織 - 福島亞美（現所屬：Warner Music Agency） - 藤野薰（自由職業） - 古川玲（現所屬：Mausu Promotion） - 外村晶子 - 堀江由衣（現所屬：VIMS） 行 - 松本幸（現所屬：Kenyu Office） - 三木幸子 - 水澤潤 - 三石琴乃（自由職業） - 南央美（現所屬：PomaRancz） - 宮川香月（現所屬：Office-tb） - 宮村優子（現所屬：Japan Action Enterprise（業務提攜）、並以「關優子」名義作為音響監督活躍） - 深雪早苗（現所屬：東京俳優生活協同組合） 行 - 山門久美 - 山田美穗（現所屬：Crazy Box） - 山本美由紀 - 山本由美（自由職業） - 尤加奈（現所屬：Sigma Seven） - 雪繪玲那 - （現所屬：Aksent） - 横山智佐（現所屬：橫山智佐事務所·Bambina代表） - 吉田小南美（現所屬：Quatre Stella） - 芳野美樹 行 - 渡邊久美子（現所屬：Sigma Seven） |

## 相關項目
- I'm Enterprise
- 日本播音演技研究所

## 外部連結
- 株式會社ARTSVISION公式官網 （页面存档备份，存于） （日語）
- 日本配音演技研究所公式官網 （页面存档备份，存于） （日語）